# Lavotchkine La-126
Le Lavotchkine La-126 (en russe : Лавочкин Ла-126) était un prototype de chasseur conçu et fabriqué en Union des républiques socialistes soviétiques par le bureau d'études (OKB) Lavotchkine vers la fin de la Seconde Guerre mondiale.